# Leo Branton Jr.
Leo Branton Jr. (geboren am 17. Februar 1922 in Pine Bluff, Arkansas; gestorben am 19. April 2013 in Los Angeles) war ein amerikanischer Rechtsanwalt, der in den 1960er und 1970er Jahren als Strafverteidiger von Bürgerrechtlern wie Angela Davis bekannt wurde.

## Leben
Branton wuchs in seiner Geburtsstadt Pine Bluff, Arkansas, auf, studierte an der Tennessee State University (B.A. 1942) und leistete anschließend Militärdienst in einer segregierten Einheit der U.S. Army. 1948 wurde er als einziger Afroamerikaner des Jahrgangs an der Northwestern University School of Law zum J.D. promoviert. Branton spezialisierte sich früh auf politisch brisante Fälle und verteidigte so ab 1952 in mehreren aufsehenerregenden Prozessen fünf kalifornische Kommunisten, denen die Planung eines Staatsstreichs vorgeworfen wurde und erreichte 1957 vor dem Obersten Gerichtshof der Vereinigten Staaten eine Aufhebung des Schuldspruchs aus der ersten Instanz. 1957 vertrat er außerdem den Jazz-Sänger Nat King Cole in einem Urheberrechtsprozess und erreichte darin, dass Cole wieder in Besitz seiner Aufnahmen für das Label Capitol Records kam. Den Höhepunkt seiner Karriere stellte der Mordprozess gegen die schwarze Bürgerrechtlerin und Kommunistin Angela Davis im Jahr 1972 dar, wo er die (durchweg mit Weißen besetzte) Jury durch seine Plädoyers zu einem Freispruch bewegen konnte.
2011 wurde er von der NAACP mit dem William Robert Ming Advocacy Award ausgezeichnet.